# Albert DeSalvo
Albert Henry DeSalvo (3 de septiembre de 1931-25 de noviembre de 1973) fue un criminal estadounidense de Boston, Massachusetts, quien confesó ser el "Estrangulador de Boston", el asesino de 13 mujeres en el área de Boston. Su confesión ha sido objeto de controversia y sigue habiendo debates sobre los delitos de DeSalvo.

## Primeros años
DeSalvo nació en Chelsea, Massachusetts, hijo  de Frank y Charlotte DeSalvo. Su padre era un alcohólico violento que en un punto le sacó todos los dientes a su esposa y le torció sus dedos hasta que se rompieron. También obligó a sus hijos a observarlo manteniendo sexo con prostitutas que traía a su casa. DeSalvo torturaba animales de niño y comenzó a robar en la adolescencia, frecuentemente cruzando el límite de la ley.
Cuando era joven, fue vendido como esclavo junto con su hermano a un agricultor de Maine por nueve dólares. Los niños regresaron a casa, donde Frank DeSalvo comenzó a enseñar y animar a Albert a robar. En noviembre de 1943, DeSalvo, de 12 años de edad, fue arrestado por primera vez por robo. En diciembre de ese mismo año fue enviado a Lyman School para Niños. En octubre de 1944, fue puesto en libertad y comenzó a trabajar como repartidor. En agosto de 1946, regresó a Lyam School por robar un automóvil. Después de cumplir su última sentencia, DeSalvo se unió al ejército. Fue dado de alta honorablemente después de su primera misión. Volvió a alistarse, y, a pesar de ser juzgado por una corte marcial, DeSalvo se retiró con honores.

## Asesinatos con estrangulamiento
Entre el 14 de junio de 1962 y el 4 de enero de 1964, 13 mujeres solteras entre 19 y 85 años de edad fueron asesinadas en el área de Boston. Sus asesinatos fueron atribuidos al criminal bautizado como El Estrangulador de Boston. La mayoría de las mujeres fueron agredidas sexualmente en sus apartamentos y luego estranguladas con prendas de su propia ropa. La víctima más anciana murió de un ataque al corazón. Otras dos fueron apuñaladas hasta la muerte, una de ellas también fue golpeada.  Sin señales de haber forzado la entrada en sus viviendas, se asumió que las mujeres conocían a su asesino o lo dejaron entrar voluntariamente en sus casas.
La policía no estaba convencida de que todos estos asesinatos fuesen obra de un solo individuo, especialmente debido a la gran diferencia de edad entre las víctimas. Sin embargo, la mayoría de la gente creía que los crímenes habían sido cometidos por una sola persona.
El 27 de octubre de 1964, un desconocido entró en la casa de una mujer joven en East Cambridge haciéndose pasar por un trabajador de mantenimiento enviado por el supervisor del edificio. Ató a la víctima a su cama, procedió a agredirla sexualmente y se fue de repente, diciendo "Lo siento" mientras se iba. La descripción de la mujer llevó a la policía a identificar al asaltante como DeSalvo y cuando su fotografía fue publicada, muchas mujeres lo identificaron como el hombre que las había asaltado. A principios del 27 de octubre, DeSalvo se hizo pasar por un automovilista con un problema en su coche e intentó entrar en una casa en Bridgewater, Massachusetts. El dueño de la casa, Richard Sproles, tuvo sospechas y después disparó a DeSalvo.
DeSalvo no figuraba como sospechoso de estar involucrado en los asesinatos. Sólo después de ser acusado de violación dio detalles de sus actividades como el Estrangulador de Boston bajo hipnosis inducida por William Joseph Bryan y sesiones no inducidas por hipnosis con John Bottomly. Inicialmente confesó a su compañero preso George Nassar; después informó a su abogado F. Lee Bailey, que se hizo cargo del caso de DeSalvo. Aunque había algunas incoherencias, DeSalvo fue capaz de citar detalles que no habían sido hechos públicos. Por ello, fue juzgado por delitos anteriores, sin relación con robo y delitos sexuales. Bailey utilizó la confesión de los asesinatos incluida en la historia de su cliente en el juicio como parte de una defensa por demencia, pero el juez la descartó por improcedente.

## Prisión y muerte
DeSalvo fue sentenciado a cadena perpetua en 1967. En febrero del mismo año, escapó con dos compañeros de la prisión del Bridgewater State Hospital, lo que provocó una persecución a gran escala. Se encontró una nota en su cama dirigida al superintendente. En ella, DeSalvo afirmaba que había escapado para centrar la atención sobre las condiciones en el hospital y su propia situación. Tres días después de la fuga, llamó a su abogado para entregarse. Su abogado envió a la policía para que lo arrestasen nuevamente en Lynn, Massachusetts. Tras la fuga, fue trasladado a la prisión de máxima seguridad, conocida en aquella época como Walpole, donde más tarde se retractó de sus confesiones como el Estrangulador. 
El 25 de noviembre de 1973, fue encontrado muerto apuñalado en la enfermería de la prisión. Robert Wilson, que estaba asociado con la banda Winter Hill, fue juzgado por el asesinato de DeSalvo, pero el juicio terminó con un jurado en desacuerdo. Bailey afirmó más tarde que DeSalvo fue asesinado por vender anfetaminas en la prisión por menos del precio establecido por el sindicato de reclusos.
Los papeles de DeSalvo se encuentran en las Colecciones Especiales de la Biblioteca Lloyd Sealy en el John Jay College of Criminal Justice de Nueva York. Sus documentos incluyen su correspondencia, principalmente con los miembros de la familia Bailey, y regalos enviados a los Baileys de joyas y cuero hechos por DeSalvo mientras estaba en prisión.

## Controversias
Aunque DeSalvo fue relacionado de manera concluyente con el asesinato de Mary Sullivan, quedan dudas sobre si cometió todos los homicidios del estrangulador de Boston - y si otro asesino podría estar aún en libertad. Cuando confesó, la gente que le conocía personalmente no le creyó capaz de los crímenes. También se observó que las mujeres presuntamente asesinadas por "El Estrangulador" eran de edades, estratos sociales y etnias muy variadas, y que sus muertes implicaban modus operandi inconsistentes.
Susan Kelly, una autora que ha tenido acceso a los archivos de la "Oficina del Estrangulador" del Estado de Massachusetts, argumentó en su libro que los asesinatos fueron obra de varios asesinos, y no de un solo individuo. Otro autor, el exanalista de perfiles del FBI Robert Ressler, dijo: "Estáis juntando tantos patrones diferentes [en relación con los asesinatos del estrangulador de Boston] que es inconcebible, desde el punto de vista del comportamiento, que todos ellos puedan encajar en un solo individuo". El ex perfilador de FBI, Robert Ressler, también dijo, "Están utilizando diferentes patrones [sobre los asesinatos del Estrangulador de Boston] que son inconcebibles, ya que todos estos comportamientos no podrían caber en una sola persona".
En 2000, Elaine Whitfield Sharp, abogada especializada en casos forenses de Marblehead, Massachusetts, comenzó a representar a las familias de DeSalvo y de Mary A. Sullivan, una joven de 19 años que estuvo entre las últimas víctimas del estrangulador en 1964. Sharp obtuvo la aprobación del tribunal para exhumar tanto a Sullivan como a DeSalvo para realizarles pruebas de ADN, entabló varias acciones judiciales para obtener información y pruebas físicas del gobierno y trabajó con varios productores de cine para crear documentales que explicaran los hechos al público. Mediante estos trabajos, Sharp pudo identificar varias inconsistencias entre las confesiones de DeSalvo y las pruebas de la escena del crimen.
Por ejemplo, Whitfield Sharp observó, en contra de la confesión del asesinato de Sullivan por DeSalvo, que no había semen en su vagina y que no había sido estrangulada manualmente,  como había declarado DeSalvo, sino mediante una ligadura. El patólogo forense Michael Baden señaló que DeSalvo declaró incorrectamente la hora de la muerte de la víctima, un detalle que DeSalvo equivocó en las declaraciones de varios de los asesinatos, dijo Susan Kelly. Finalmente, James Starrs, profesor de ciencias forenses de la Universidad George Washington, dijo en una conferencia de prensa que una sustancia parecida al semen hallada en el cuerpo de Sullivan no coincidía con el ADN de DeSalvo y no podía asociarlo con su asesinato.
El sobrino de la víctima, Casey Sherman, también escribió un libro, A Rose for Mary (2003), en el que amplió las pruebas -y las pistas del libro de Kelly- para concluir que DeSalvo no podía ser responsable de su muerte, e intentar determinar la identidad de su asesino. Sharp continúa trabajando en el caso de la familia DeSalvo.
En el caso de Mary Sullivan, asesinada el 4 de enero de 1964, a los 19 años de edad, el ADN y otra prueba forense fueron utilizados por la sobrina de la víctima Casey Sherman para tratar de determinar la identidad de su asesino. Sherman afirmó en su libro A Rose for Mary (2003) que DeSalvo no era responsable de su muerte. Por ejemplo, DeSalvo confesó haber penetrado sexualmente a Sullivan, pero la investigación forense no reveló evidencia de actividad sexual. También hay sugerencias de que DeSalvo estaba encubriendo a otro hombre.
En 2001, los resultados de una investigación forense han arrojado dudas de si DeSalvo fue el Estrangulador de Boston. La investigación reveló evidencias de que se habían encontrado restos de ADN en Sullivan que no coincidían con el de DeSalvo. James Starrs, profesor de la Universidad George Washington, dijo en una conferencia de prensa que la prueba de ADN no podía asociar a DeSalvo con el asesinato. Los cuerpos de Sullivan y DeSalvo fueron exhumados como pedían ambas familias para encontrar quién era el responsable de los asesinatos. Nueve días después, los investigadores anunciaron que la comparación de las pruebas de la escena del crimen y el ADN de DeSalvo "no deja ninguna duda de que Albert DeSalvo fue responsable del brutal asesinato de Mary Sullivan".

## George Nassar
George Nassar, el recluso al que supuestamente confesó DeSalvo, se encuentra entre los sospechosos del caso. Actualmente cumple una condena de cadena perpetua por el asesinato en 1967 de un trabajador de una estación de gasoil en Andover, Massachusetts. En febrero de 2008, la corte suprema judicial de Massachusetts rechazó la apelación de Nassar de su condena de 1967. Claudia Bolgen, abogada de Nassar, dijo que éste, a sus 75 años de edad en el momento, negó su participación en los asesinatos. En 2006, Nassar sostuvo que no podía presentar su caso en una apelación anterior porque estaba en una prisión federal en Leavenworth, Kansas, en la década de 1980, y no tenía acceso a los recursos legales de Massachusetts. El tribunal señaló que Nassar había regresado a Massachusetts en 1983, pero que no había presentado su caso durante más de dos décadas. Nassar también presentó una moción para un nuevo juicio en el condado de Essex, que fue denegada, al igual que su petición de 2011 a la Corte Suprema de los Estados Unidos para un auto de certiorari.
Ames Robey, un ex psicólogo de prisión que analizó a DeSalvo y a Nassar, dijo que Nassar era un asesino misógino y psicópata y que era un sospechoso más probable que DeSalvo. Varios seguidores del caso también han declarado que Nassar era el verdadero estrangulador y le había  dado detalles a DeSalvo de los asesinatos, para que así DeSalvo pudiera confesar y ganar notoriedad o por medio de Nassar obtener el dinero de la recompensa que se ofrecía para ayudar a la esposa y a los hijos de DeSalvo. Otro motivo era su tremenda necesidad de notoriedad. DeSalvo esperaba que el caso le hiciera mundialmente famoso; Robey testificó que "Albert tenía muchas ganas de ser el Estrangulador".
En una entrevista de 1999, en The Boston Globe, Nassar negó estar involucrado en los asesinatos. "No tengo nada que ver con eso", dijo. "Estoy condenado ilegalmente, a escondidas".
Nassar había sido condenado anteriormente por el asesinato del dueño de una tienda en 1948 a cadena perpetua, pero a través de su amistad con un funcionario del Ministerio de Justicia fue puesto en libertad condicional a principios de 1961, menos de un año antes de que comenzaran los asesinatos del Estrangulador de Boston.

## Otros
En 1971 la legislatura de Texas aprobó unánimemente una resolución que honraba a DeSalvo por su trabajo en el "control de la población" -después de la votación, el representante de Waco Tom Moore, Jr. admitió que había presentado la resolución como una broma a sus colegas en el día de las inocentadas, con la intención declarada de demostrar que en el estado estaban aprobando legislación sin la debida diligencia, y sin investigar previamente los temas a tratar. Poco después retiró el proyecto de resolución.